# Aquatic Insects
Aquatic Insects – międzynarodowe, recenzowane czasopismo naukowe publikujące w zakresie entomologii.
Czasopismo to wydawane jest przez Taylor & Francis. Ukazuje się 4 razy do roku. Publikuje artykuły dotyczące jętek, ważek, widelnic, chruścików, wodnych i półwodnych rodzin z rzędów: pluskwiaków różnoskrzydłych, chrząszczy i muchówek oraz związanych ze środowiskiem wodnym w części cyklu życiowego przedstawicieli błonkówek, motyli, wojsiłek, wielkoskrzydłych i sieciarek. Zakres tematyczny prac obejmuje morfologię, fizjologię, etologię, fenologię, ekologię, faunistykę, taksonomię i filogenetykę wymienionych grup.
W 2017 roku jego wskaźnik cytowań wyniósł 0,583.